# Rudolf Reder
Rudolf Reder (Dębica, 4 aprile 1881 – Toronto, 1968) è stato un superstite dell'Olocausto polacco naturalizzato canadese, uno dei due soli sopravvissuti del campo di sterminio di Bełżec che raccontarono la loro esperienza dopo la guerra; l'altro fu Chaim Hirszman.

## Biografia

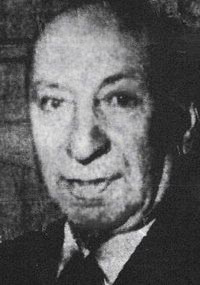
Rudolf Reder

Reder nacque nel 1881 a Dębica, in Galizia, all'epoca territorio dell'Austria-Ungheria, poi divenuto polacco dopo la fine della prima guerra mondiale. Lavorava come saponiere a Leopoli, e durante l'occupazione nazista fu recluso nel ghetto di tale città. Arrestato il 16 agosto 1942, fu deportato nel campo di sterminio di Bełżec, e lì costretto ad unirsi al gruppo dei Sonderkommando. Trascorse tre mesi e mezzo a Bełżec, svolgendo diverse mansioni per conto dei carnefici nazisti. Si occupò, ad esempio, dello smaltimento dei cadaveri e della pulizia delle camere a gas, dello smistamento dei bagagli degli ebrei assassinati, e, in qualità di meccanico, della manutenzione dei motori diesel. Reder riuscì a fuggire alla fine di novembre del 1942, durante un trasporto a Leopoli. Sopravvisse alla guerra, ma perse sia la moglie Feiga Felsenfeld che i due figli Freida (o Zofia, nata nel 1908) e Boruch (o Bronisław, nato nel 1907).
Dopo la fine della guerra, nel 1945, Reder testimoniò due volte davanti alla Centralna Żydowska Komisja Historyczna (commissione storica ebraica) e una davanti a Jan Sehn, un procuratore che indagava sui crimini nazisti in Polonia. Con l'aiuto di Nella Rost, scrisse un libro di memorie di 74 pagine sulla sua esperienza durante l'Olocausto, intitolato semplicemente Bełżec e pubblicato a Cracovia nel 1946. Si tratta di un documento storico fondamentale per la ricostruzione della storia e delle vicende del campo di sterminio di Bełżec, quello meno conosciuto dell'Operazione Reinhard. Lo storico britannico Michael Tregenza, tuttavia, ritiene inaffidabile la testimonianza di Reder, poiché contiene varie contraddizioni e inesattezze, come un numero molto esagerato di vittime e affermazioni errate sulle dimensioni del campo e delle fosse comuni. Tali inesattezze furono poi usate dai negazionisti dell'Olocausto per confutare l'esistenza delle camere a gas.
Reder in seguito si risposò con la giusta tra le nazioni polacca Joanna Borkowska, la donna che lo nascose dopo la sua fuga da Bełżec. Dopo una sosta in Israele, emigrò in Canada nel 1953. Cambiò il suo nome in Roman Robak e, nel 1965, testimoniò al processo contro i carnefici nazisti di Bełżec. Morì a Toronto nel 1968.

## Opere
- (PL) Bełżec, Centralna Żydowska Komisja Historycznaª ed., 1946, ISBN 978-83-9077153-3.